# Autorità carismatica

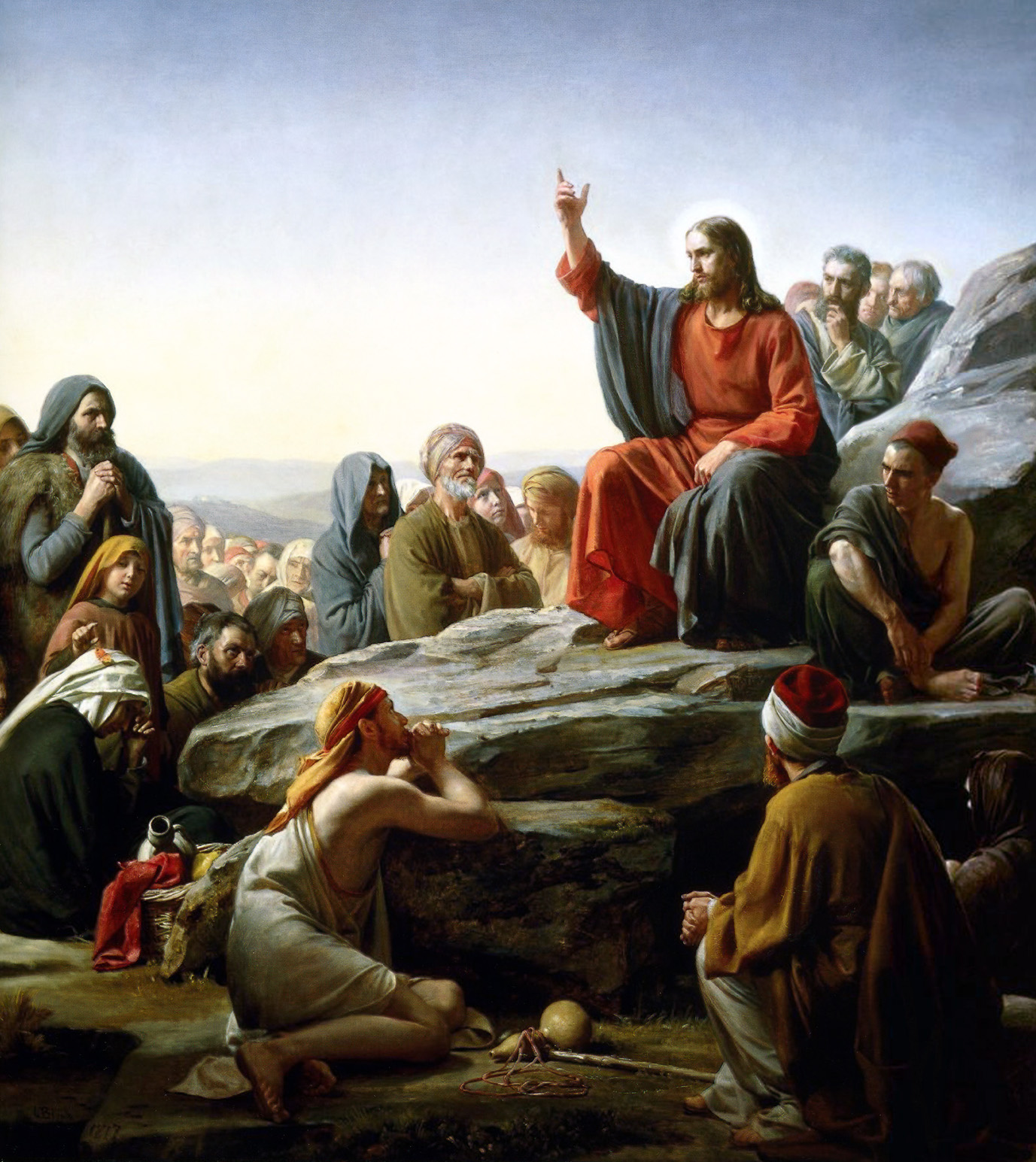
Gesù è considerato da Weber ed altri studiosi un esempio di leader religioso carismatico. (Dipinto di Carl Heinrich Bloch, Il discorso della montagna.)

Il sociologo Max Weber definì l'autorità carismatica come "fondata sulla devozione all'eccezionale santità, eroismo o carattere esemplare di una singola persona, e dei modelli normativi o ordini rivelati o impartiti da tale soggetto". L'autorità carismatica è una delle tre forme di autorità esposte nella classificazione tripartita delle autorità di Weber, assieme a quella tradizionale ed alla razionale-legale. Il concetto è divenuto di uso diffuso tra i sociologi.

## Caratteristiche
Nei suoi scritti sull'argomento, Weber applica il termine carisma ad «una certa qualità della personalità di un individuo, in virtù della quale egli si eleva dagli uomini comuni ed è trattato come uno dotato di poteri o qualità soprannaturali, sovrumane, o quanto meno specificamente eccezionali. Questi requisiti sono tali in quanto non sono accessibili alle persone normali, ma sono considerati di origine divina o esemplari, e sulla loro base l'individuo in questione è trattato come un leader […] Come si dovrebbe in ultima analisi giudicare detta qualità da un punto di vista etico, estetico o di altro genere analogo, è naturalmente indifferente per quanto riguarda la definizione.»
L'autorità carismatica è "potere legittimato sulla base delle eccezionali qualità personali di un capo o la dimostrazione di straordinario acume e successo, che ispirano lealtà ed obbedienza tra i seguaci." In quanto tale, si fonda integralmente sulla figura del leader: se questi viene meno per qualunque causa, il potere dell'autorità potrebbe rimanerne annientato. Tuttavia, per la sua peculiare natura e per la mancanza di un'organizzazione formale, l'autorità carismatica - molto di più delle altre due forme di autorità weberiane di cui al proemio di questa voce - dipende dalla cosiddetta legittimità politica percepita. Per esempio, un capo carismatico in un contesto religioso potrebbe aver bisogno di una credenza incontrastata sul punto che il capo sia stato toccato da Dio, come in genere si ritiene per profeti e guru. Se dovesse vacillare la forza di siffatta fede, lo stesso potere del capo carismatico potrebbe decadere rapidamente, il che per l'appunto costituisce una manifestazione di come questa forma di autorità sia instabile.
A dispetto dell'attuale significato nel linguaggio comune dell'espressione leader carismatico, Weber ravvisò nell'autorità carismatica non tanto dei tratti particolari del capo carismatico, quanto piuttosto il riflesso di una relazione tra leader e discepoli - il che lo avvicina molto a come Freud avrebbe trasformato la psicologia della folla  di Gustave Le Bon attraverso la nozione di identificazione e di un ideale di ego. La validità del carisma si fonda sul suo "riconoscimento" da parte dei seguaci (o adepti - Anhänger, in lingua tedesca). Questo riconoscimento "non è (nell'autentico carisma) il retroterra della legittimità, ma un dovere, per quelli che sono scelti, in virtù di questa vocazione e della sua conferma, per riconoscere questa qualità. Ed il riconoscimento, psicologicamente, è un abbandono completamente personale, pieno di fede, nato dall'entusiasmo o da necessità e speranza. Nessun profeta ha visto la sua qualità come dipendente dall'opinione della folla nei suoi confronti", sebbene il suo carisma rischi di sparire se è "abbandonato da Dio" o "la sua guida non offre prosperità ai suoi dominati".
Si noti che, secondo Weber, il capo carismatico non deve per forza essere una forza positiva, pertanto Benito Mussolini e Adolf Hitler potrebbero ragionevolmente essere considerati leader carismatici. Inoltre, la sociologia è assiologicamente neutrale (Wertfreie Soziologie) nei confronti delle varie forme di dominazione carismatica: non fa distinzione tra il carisma di un berserker, di uno sciamano o di quello esibito da Kurt Eisner. Per Weber, la sociologia considera questi tipi di dominazione carismatica in "maniera identica al carisma di eroi, profeti, i 'sommi' salvatori, secondo l'opinione comune".
Altre espressioni usate per descrivere il fenomeno qui trattato sono "dominazione carismatica" e "leadership carismatica".

### Laroutinizzazionedel carisma
L'autorità carismatica quasi sempre evolve nell'alveo dei confini stabiliti dall'autorità tradizionale o razionale (legale), ma per sua natura tende a contrapporsi a tali autorità e pertanto è spesso percepita come rivoluzionaria. Tuttavia, la sfida costante che l'autorità carismatica pone ad una certa società nel lungo periodo sfumerà quasi del tutto, contestualmente all'incorporazione dell'autorità carismatica in detta società. Questo processo è chiamato routinizzazione.
La routinizzazione è il processo per cui "l'autorità carismatica è sostituita da una burocrazia controllata da un'autorità costituita razionalmente o da una combinazione di autorità tradizionale e burocratica". Per esempio, Maometto, che aveva autorità carismatica come Il Profeta presso i suoi adepti, ebbe come successori l'autorità tradizionale e la struttura dell'Islam, una chiara fattispecie di routinizzazione.
Alcuni capi possono usare vari strumenti per creare ed estendere la loro autorità carismatica; un'ipotesi è l'utilizzo della scienza delle pubbliche relazioni. Nel caso del Cristianesimo, una religione che sviluppa il suo clero ed istituisce un insieme di leggi e regole, probabilmente rischia di perdere il suo carattere carismatico, spostandosi verso un altro tipo di autorità previa rimozione di quel leader.
In politica, il potere carismatico spesso accompagna vari stati autoritari, autocrazie, dittature e teocrazie. Per concorrere a mantenere la loro autorità carismatica, tali regimi esprimeranno sovente un ampio culto della personalità, che può essere visto come un tentativo di ottenere legittimità appellandosi ad altre forme di autorità. Quando il capo di uno Stato del genere muore o abbandona la carica e non compare un nuovo leader, il regime così descritto ha elevate probabilità di disgregarsi poco dopo l'eclissarsi del "grande uomo", a meno che non vi sia stata una routinizzazione esaustiva.

## Applicazione delle teorie di Weber
Il modello weberiano di leadership carismatica che cede il passo all'istituzionalizzazione è appoggiato da parecchi sociologi accademici, come Eileen Barker. Ella, in un libro rivolto al grande pubblico, spiega come i nuovi movimenti religiosi abbiano spesso fondatori o capi che godono di considerevole autorità carismatica e sono ritenuti depositari di speciali poteri o conoscenze. Continua osservando che, quasi per definizione, i capi carismatici sono imprevedibili, proprio in quanto svincolati da tradizione o regole. A questi leader i seguaci possono accordare il diritto di pronunciarsi su tutti gli aspetti delle loro vite. Barker avverte che in questi casi il capo può godere dell'insindacabilità, esigere obbedienza incondizionata, e promuovere una dipendenza dal movimento per risorse materiali, spirituali e sociali.
George D. Chryssides sostiene che non tutti i nuovi movimenti religiosi hanno capi carismatici e che gli stili egemonici praticati nei vari gruppi sociali possono presentare sensibili differenze.
Anche lo storico britannico Ian Kershaw nel suo  studio intitolato “Hitler e l’enigma del consenso” prende in prestito la nozione weberiana di “potere carismatico” per definire quel peculiare “calderone ideologico” e quella innata e innegabile capacità oratoria del dittatore nazionalsocialista che, insieme ai moventi esterni, gli permisero di basare il suo potere su di un consenso di massa solido fino agli ultimi mesi di vita del Terzo Reich.

## Nella psicologia sociale
La psicologia sociale non segue integralmente la cornice concettuale prospettata da Weber in materia di autorità carismatica. Len Oakes, uno psicologo australiano che ha scritto una dissertazione sul carisma, aveva inserito undici capi carismatici in un test psicometrico, da lui chiamato adjective checklist, e li trovò un gruppo piuttosto ordinario. Seguendo lo psicoanalista Heinz Kohut, Oakes asserisce che i leader carismatici mostrano tratti di narcisismo ed anche una carica straordinaria di energia, accompagnata da un'intima chiarezza affrancata dalle ansie e dai sensi di colpa che affliggono le persone normali.
Per Mauro Calise, nell'epoca contemporanea il nesso tra il leader e i media è diventato di tipo genetico; “al posto del logos collettivo, come principio di identità c’è l’irruzione dell’io: narcisistico, autoreferenziale, carismatico”. I leader diventano gli attori principali di ogni narrazione mediatica; ma rimangono
leader deboli, per non essere in grado di soddisfare tutte le richieste provenienti dalla società. La routinizzazione weberiana, quindi, non è un'evoluzione necessaria, ma soltanto eventuale del potere carismatico: quando il leader si installa nel governo e trasforma tale istituzione in un centro di connessione diretta fra premier ed elettorato, solo nella sua persistente fragilità - in rapporto ai due settori della vita pubblica che trascendono il circuito elettorale (magistratura e mass media) - "potrebbe esserci la garanzia, secondo Calise, che i nuovi regimi personali rimangano all'interno della vita democratica, con istituzioni ovviamente da modificare in profondità per
adattarle al nuovo stile politico".